# Sergueï Trechtchiov
Sergueï Ievguenievitch Trechtchiov (en russe : Сергей Евгеньевич Трещёв ; ISO 9 : Sergej Evgen'evič Treŝёv) est un cosmonaute russe, né le 18 août 1958.

## Vols réalisés
Il réalise une unique mission à bord de la station spatiale internationale en tant que membre de l'Expédition 5. Sa mission débute le 5 juin 2002, à bord du vol STS-111 qui s'amarre à l'ISS. Il redescend sur Terre via le vol STS-113, le 7 décembre 2002.